# Campionato mondiale di hockey su ghiaccio Under-18 2014
Il 16º Campionato mondiale di hockey su ghiaccio U-18 è stato assegnato dall'International Ice Hockey Federation alla Finlandia, che lo ha ospitato nelle città di Lappeenranta e Imatra nel periodo tra il 17 e il 27 aprile 2014. Questa è la terza volta che il paese scandinavo è stato sede del Gruppo A dopo le edizioni del 2001 e del 2007. Le partite si sono disputate in due diversi palazzetti, la pista Kisapuisto di Lappeenranta e l'Imatran jäähalli di Imatra. Nella finale gli Stati Uniti si sono aggiudicati l'ottavo titolo sconfiggendo la Rep. Ceca con il punteggio di 5-2. Al terzo posto invece è giunto il Canada, che ha avuto la meglio sulla Svezia per 3-1.

## Campionato di gruppo A

### Partecipanti
Al torneo prendono parte 10 squadre:
| 8 dall'Europa     | Danimarca | Finlandia   |
| 8 dall'Europa     | Germania  | Rep. Ceca   |
| 8 dall'Europa     | Russia    | Slovacchia  |
| 8 dall'Europa     | Svezia    | Svizzera    |
| 2 dal Nordamerica | Canada    | Stati Uniti |

### Gironi preliminari
A partire dall'edizione 2013 le migliori quattro squadre di ciascun raggruppamento avanzano ai quarti di finale, mentre le due ultime classificate si sfidano in uno spareggio al meglio delle tre gare per stabilire la squadra retrocessa in Prima Divisione.

#### Girone A
| Imatra 17 aprile 2014, ore 16:00 UTC+3 | Slovacchia | 2 – 3 (d.t.s.) (1-1; 1-1; 0-0) referto | Russia | Imatran jäähalli (786 spett.) |

| Imatra 17 aprile 2014, ore 19:30 UTC+3 | Svezia | 1 – 3 (0-1; 1-1; 0-1) referto | Canada | Imatran jäähalli (967 spett.) |

| Imatra 18 aprile 2014, ore 16:00 UTC+3 | Germania | 1 – 4 (1-1; 0-1; 0-2) referto | Slovacchia | Imatran jäähalli (968 spett.) |

| Imatra 19 aprile 2014, ore 16:00 UTC+3 | Canada | 5 – 2 (1-0; 1-2; 3-0) referto | Germania | Imatran jäähalli (1.200 spett.) |

| Imatra 19 aprile 2014, ore 19:30 UTC+3 | Russia         | 3 – 4 (d.t.s.) (0-2; 0-1; 3-0; 0-0) referto | Svezia | Imatran jäähalli (1.200 spett.) |
| Shootout 0 – 1                         |                |                                             |        |                                 |
|                                        |                |                                             |        |                                 |
|                                        | Shootout 0 – 1 |                                             |        |                                 |

| Imatra 20 aprile 2014, ore 16:00 UTC+3 | Slovacchia | 1 – 2 (1-0; 0-1; 0-1) referto | Canada | Imatran jäähalli (1.083 spett.) |

| Imatra 21 aprile 2014, ore 16:00 UTC+3 | Russia | 5 – 2 (3-2; 0-0; 2-0) referto | Germania | Imatran jäähalli (1.183 spett.) |

| Imatra 21 aprile 2014, ore 19:30 UTC+3 | Svezia | 5 – 2 (1-0; 3-1; 1-1) referto | Slovacchia | Imatran jäähalli (1.200 spett.) |

| Imatra 22 aprile 2014, ore 16:00 UTC+3 | Canada         | 2 – 3 (d.t.s.) (0-0; 1-0; 1-2; 0-0) referto | Russia | Imatran jäähalli (1.200 spett.) |
| Shootout 0 – 1                         |                |                                             |        |                                 |
|                                        |                |                                             |        |                                 |
|                                        | Shootout 0 – 1 |                                             |        |                                 |

| Imatra 22 aprile 2014, ore 19:30 UTC+3 | Germania | 3 – 9 (0-3; 1-4; 2-2) referto | Svezia | Imatran jäähalli (1.200 spett.) |

| Pos. |            | PG | V | VOT | POT | P | GF | GS | DR  | Pt |
| 1.   | Canada     | 4  | 3 | 0   | 1   | 0 | 12 | 7  | +5  | 10 |
| 3.   | Svezia     | 4  | 2 | 1   | 0   | 1 | 20 | 11 | +9  | 8  |
| 2.   | Russia     | 4  | 1 | 2   | 1   | 0 | 14 | 10 | +4  | 8  |
| 4.   | Slovacchia | 4  | 1 | 0   | 1   | 2 | 9  | 12 | -3  | 4  |
| 5.   | Germania   | 4  | 0 | 0   | 0   | 4 | 8  | 23 | -15 | 0  |

#### Girone B
| Lappeenranta 17 aprile 2014, ore 15:00 UTC+3 | Svizzera | 4 – 2 (1-2; 0-0; 3-0) referto | Stati Uniti | Kisapuisto (726 spett.) |

| Lappeenranta 17 aprile 2014, ore 18:30 UTC+3 | Danimarca | 1 – 6 (0-3; 1-2; 0-1) referto | Finlandia | Kisapuisto (1.942 spett.) |

| Lappeenranta 18 aprile 2014, ore 18:30 UTC+3 | Rep. Ceca | 9 – 2 (4-0; 3-0; 2-2) referto | Danimarca | Kisapuisto (204 spett.) |

| Lappeenranta 19 aprile 2014, ore 15:00 UTC+3 | Stati Uniti | 3 – 0 (2-0; 1-0; 0-0) referto | Rep. Ceca | Kisapuisto (2.523 spett.) |

| Lappeenranta 19 aprile 2014, ore 18:30 UTC+3 | Finlandia | 2 – 1 (1-1; 0-0; 1-0) referto | Svizzera | Kisapuisto (4.133 spett.) |

| Lappeenranta 20 aprile 2014, ore 18:30 UTC+3 | Danimarca | 0 – 7 (0-1; 0-2; 0-4) referto | Stati Uniti | Kisapuisto (384 spett.) |

| Lappeenranta 21 aprile 2014, ore 15:00 UTC+3 | Finlandia      | 3 – 4 (d.t.s.) (0-0; 1-2; 2-1; 0-0) referto | Rep. Ceca | Kisapuisto (3.575 spett.) |
| Shootout 0 – 1                               |                |                                             |           |                           |
|                                              |                |                                             |           |                           |
|                                              | Shootout 0 – 1 |                                             |           |                           |

| Lappeenranta 21 aprile 2014, ore 18:30 UTC+3 | Svizzera | 3 – 2 (0-0; 2-1; 1-1) referto | Danimarca | Kisapuisto (593 spett.) |

| Lappeenranta 22 aprile 2014, ore 15:00 UTC+3 | Rep. Ceca | 4 – 2 (0-0; 1-0; 3-2) referto | Svizzera | Kisapuisto (587 spett.) |

| Lappeenranta 22 aprile 2014, ore 18:30 UTC+3 | Stati Uniti | 4 – 3 (1-1; 2-2; 1-0) referto | Finlandia | Kisapuisto (4.047 spett.) |

| Pos. |             | PG | V | VOT | POT | P | GF | GS | DR  | Pt |
| 1.   | Stati Uniti | 4  | 3 | 0   | 0   | 1 | 16 | 7  | +9  | 9  |
| 2.   | Rep. Ceca   | 4  | 2 | 1   | 0   | 1 | 17 | 10 | +7  | 8  |
| 3.   | Finlandia   | 4  | 2 | 0   | 1   | 1 | 14 | 10 | +4  | 7  |
| 4.   | Svizzera    | 4  | 2 | 0   | 0   | 2 | 10 | 10 | 0   | 6  |
| 5.   | Danimarca   | 4  | 0 | 0   | 0   | 4 | 5  | 25 | -20 | 0  |

### Spareggio per non retrocedere
Le ultime due classificate di ogni raggruppamento si sfidano al meglio delle tre gare. La perdente dello spareggio viene retrocessa in Prima Divisione.
| Imatra 24 aprile 2014, ore 11:00 UTC+3 | Germania | 3 – 2 (1-1; 1-1; 1-0) referto | Danimarca | Imatran jäähalli (988 spett.) |

| Imatra 25 aprile 2014, ore 16:00 UTC+3 | Danimarca | 2 – 3 (d.t.s.) (2-0; 0-0; 0-2) referto | Germania | Imatran jäähalli (746 spett.) |

### Fase ad eliminazione diretta
|  | Quarti di finale | Quarti di finale | Quarti di finale |             |           | Semifinali | Semifinali | Semifinali |        |                 | Finale          | Finale          | Finale |  |
|  |                  |                  |                  |             |           |            |            |            |        |                 |                 |                 |        |  |
|  | A1               | Canada           | 3                |             |           |            |            |            |        |                 |                 |                 |        |  |
|  | A1               | Canada           | 3                |             |           |            |            |            |        |                 |                 |                 |        |  |
|  | B4               | Svizzera         | 2                |             |           |            |            |            |        |                 |                 |                 |        |  |
|  | B4               | Svizzera         | 2                |             | Canada    | Canada     | 3          |            |        |                 |                 |                 |        |  |
|  |                  |                  |                  |             | Canada    | Canada     | 3          |            |        |                 |                 |                 |        |  |
|  |                  |                  | Rep. Ceca        | Rep. Ceca   | 4         |            |            |            |        |                 |                 |                 |        |  |
|  | B2               | Rep. Ceca        | Rep. Ceca        | Rep. Ceca   | 4         | 3          |            |            |        |                 |                 |                 |        |  |
|  | B2               | Rep. Ceca        |                  |             |           |            |            |            |        |                 |                 |                 |        |  |
|  | A3               | Russia           | 2                |             |           |            |            |            |        |                 |                 |                 |        |  |
|  | A3               | Russia           | 2                |             | Rep. Ceca | Rep. Ceca  | 2          |            |        |                 |                 |                 |        |  |
|  |                  |                  |                  |             |           |            |            |            |        |                 |                 |                 |        |  |
|  |                  |                  | Stati Uniti      | Stati Uniti | 5         |            |            |            |        |                 |                 |                 |        |  |
|  | A2               | Svezia           | Stati Uniti      | Stati Uniti | 5         | 10         |            |            |        |                 |                 |                 |        |  |
|  | A2               | Svezia           |                  |             |           | 10         |            |            |        |                 |                 |                 |        |  |
|  | B3               | Finlandia        | 0                |             |           |            |            |            |        |                 |                 |                 |        |  |
|  | B3               | Finlandia        | 0                |             | Svezia    | Svezia     | 1          |            |        | Finale 3º posto | Finale 3º posto | Finale 3º posto |        |  |
|  |                  |                  |                  |             | Svezia    | Svezia     | 1          |            |        |                 |                 |                 |        |  |
|  |                  |                  | Stati Uniti      | Stati Uniti | 4         |            |            |            |        |                 |                 |                 |        |  |
|  | B1               | Stati Uniti      | Stati Uniti      | Stati Uniti | 4         | 6          |            |            | Canada | Canada          | 3               |                 |        |  |
|  | B1               | Stati Uniti      |                  |             |           |            |            |            | Canada | Canada          | 3               |                 |        |  |
|  | A4               | Slovacchia       | 2                |             |           | Svezia     | Svezia     | 1          |        |                 |                 |                 |        |  |

#### Quarti di finale
| Lappeenranta 24 aprile 2014, ore 13:00 UTC+3 | Stati Uniti | 6 – 2 (3-0; 1-0; 2-2) referto | Slovacchia | Kisapuisto (503 spett.) |

| Imatra 24 aprile 2014, ore 15:00 UTC+3 | Rep. Ceca | 3 – 2 (d.t.s.) (1-0; 0-1; 1-1) referto | Russia | Imatran jäähalli (1.116 spett.) |

| Lappeenranta 24 aprile 2014, ore 17:00 UTC+3 | Svezia | 10 – 0 (3-0; 2-0; 5-0) referto | Finlandia | Kisapuisto (3.075 spett.) |

| Imatra 24 aprile 2014, ore 19:00 UTC+3 | Canada | 3 – 2 (1-1; 1-0; 1-1) referto | Svizzera | Imatran jäähalli (1.116 spett.) |

#### Semifinali
| Lappeenranta 26 aprile 2014, ore 15:00 UTC+3 | Stati Uniti | 4 – 1 (1-1; 1-0; 2-0) referto | Svezia | Kisapuisto (2.038 spett.) |

| Lappeenranta 26 aprile 2014, ore 19:00 UTC+3 | Canada | 3 – 4 (d.t.s.) (0-1; 1-2; 2-0) referto | Rep. Ceca | Kisapuisto (1.603 spett.) |

#### Finale per il 3º posto
| Lappeenranta 27 aprile 2014, ore 15:00 UTC+3 | Canada | 3 – 1 (1-1; 1-0; 1-0) referto | Svezia | Kisapuisto (3.251 spett.) |

#### Finale
| Lappeenranta 27 aprile 2014, ore 19:00 UTC+3 | Stati Uniti | 5 – 2 (3-1; 2-1; 0-0) referto | Rep. Ceca | Kisapuisto (3.338 spett.) |

### Classifica marcatori
| Giocatore        | PG | G | A  | Pt | +/- | MP |
| ---------------- | -- | - | -- | -- | --- | -- |
| William Nylander | 7  | 6 | 10 | 16 | +8  | 0  |
| Axel Holmström   | 7  | 3 | 8  | 11 | +8  | 4  |
| Jakub Vrána      | 7  | 8 | 2  | 10 | +3  | 4  |
| Jack Eichel      | 7  | 5 | 5  | 10 | +6  | 2  |
| Frank Milano     | 7  | 3 | 7  | 10 | +6  | 4  |
| Kevin Fiala      | 5  | 4 | 5  | 9  | +4  | 8  |
| Kirill Pilipenko | 5  | 5 | 2  | 7  | 0   | 0  |
| Auston Matthews  | 7  | 5 | 2  | 7  | +7  | 4  |
| Kyle Connor      | 7  | 4 | 3  | 7  | +8  | 0  |
| Denis Malgin     | 5  | 3 | 4  | 7  | +4  | 2  |

### Classifica portieri
| Giocatore        | Min    | TC  | GS | SO | MGS  | Sv%   |
| ---------------- | ------ | --- | -- | -- | ---- | ----- |
| Mason McDonald   | 371:17 | 171 | 12 | 0  | 1.94 | 92.98 |
| Gautier Descloux | 238:28 | 101 | 9  | 0  | 2.26 | 91.09 |
| Adam Huska       | 159:52 | 84  | 8  | 0  | 3.00 | 90.48 |
| Alex Nedeljkovic | 359:05 | 112 | 11 | 1  | 1.84 | 90.18 |
| Maksim Tret'jak  | 183:55 | 80  | 8  | 0  | 2.61 | 90.00 |

### Classifica finale
| Pos | Squadra     |
| --- | ----------- |
| 1   | Stati Uniti |
| 2   | Rep. Ceca   |
| 3   | Canada      |
| 4   | Svezia      |
| 5   | Russia      |
| 6   | Finlandia   |
| 7   | Svizzera    |
| 8   | Slovacchia  |
| 9   | Germania    |
| 10  | Danimarca   |

| Promossa nel Gruppo A:                    | Lettonia  |
| Retrocessa in Prima Divisione - Gruppo A: | Danimarca |

#### Riconoscimenti
Riconoscimenti individuali
| Premio             | Giocatore        |
| ------------------ | ---------------- |
| Miglior portiere   | Mason McDonald   |
| Miglior difensore  | Haydn Fleury     |
| Miglior attaccante | William Nylander |

## Prima Divisione
Il Campionato di Prima Divisione si è svolto in due gironi all'italiana. Il Gruppo A ha giocato a Nizza, in Francia, fra il 13 e il 19 aprile 2014. Il Gruppo B ha giocato a Székesfehérvár, in Ungheria, fra il 13 e il 19 aprile 2014:

### Girone A
| Pos. |             | PG | V | VOT | POT | P | GF | GS | DR  | Pt |
| 1.   | Lettonia    | 5  | 4 | 0   | 0   | 1 | 20 | 11 | +9  | 12 |
| 2.   | Norvegia    | 5  | 3 | 1   | 0   | 1 | 26 | 12 | +14 | 11 |
| 3.   | Kazakistan  | 5  | 3 | 0   | 1   | 1 | 17 | 11 | +6  | 10 |
| 4.   | Bielorussia | 5  | 2 | 1   | 1   | 1 | 15 | 12 | +3  | 9  |
| 5.   | Francia     | 5  | 1 | 0   | 0   | 4 | 9  | 22 | -13 | 3  |
| 6.   | Italia      | 5  | 0 | 0   | 0   | 5 | 8  | 27 | -19 | 0  |

| Promossa in Gruppo A: Lettonia | Retrocessa in Prima Divisione B: Italia |

### Girone B
| Pos. |          | PG | V | VOT | POT | P | GF | GS | DR  | Pt |
| 1.   | Ungheria | 5  | 5 | 0   | 0   | 0 | 35 | 11 | +24 | 15 |
| 2.   | Austria  | 5  | 3 | 0   | 0   | 2 | 15 | 10 | +5  | 9  |
| 3.   | Slovenia | 5  | 3 | 0   | 0   | 2 | 15 | 16 | -1  | 9  |
| 4.   | Giappone | 5  | 3 | 0   | 0   | 2 | 22 | 20 | +2  | 9  |
| 5.   | Ucraina  | 5  | 1 | 0   | 0   | 4 | 15 | 16 | -1  | 3  |
| 6.   | Polonia  | 5  | 0 | 0   | 0   | 5 | 5  | 35 | -30 | 0  |

| Promossa in Prima Divisione A: Ungheria | Retrocessa in Seconda Divisione A: Polonia |

## Seconda Divisione
Il Campionato di Seconda Divisione si è svolto in due gironi all'italiana. Il Gruppo A ha giocato a Dumfries, in Regno Unito, fra il 24 e il 30 marzo 2014. Il Gruppo B ha giocato a Tallinn, in Estonia, fra il 14 e il 20 aprile 2014:

### Girone A
| Pos. |               | PG | V | VOT | POT | P | GF | GS | DR  | Pt |
| 1.   | Lituania      | 5  | 3 | 1   | 1   | 0 | 23 | 12 | +11 | 12 |
| 2.   | Corea del Sud | 5  | 2 | 2   | 0   | 1 | 24 | 21 | +3  | 10 |
| 3.   | Croazia       | 5  | 3 | 0   | 0   | 2 | 18 | 14 | +4  | 9  |
| 4.   | Paesi Bassi   | 5  | 2 | 0   | 0   | 3 | 12 | 17 | -5  | 6  |
| 5.   | Regno Unito   | 5  | 1 | 0   | 1   | 3 | 16 | 25 | -9  | 4  |
| 6.   | Romania       | 5  | 1 | 0   | 1   | 3 | 15 | 19 | -4  | 4  |

| Promossa in Prima Divisione B: Lituania | Retrocessa in Seconda Divisione B: Romania |

### Girone B
| Pos. |         | PG | V | VOT | POT | P | GF | GS | DR  | Pt |
| 1.   | Estonia | 5  | 4 | 0   | 0   | 1 | 30 | 13 | +17 | 12 |
| 2.   | Spagna  | 5  | 4 | 0   | 0   | 1 | 25 | 11 | +14 | 12 |
| 3.   | Serbia  | 5  | 4 | 0   | 0   | 1 | 31 | 9  | +22 | 12 |
| 4.   | Belgio  | 5  | 1 | 1   | 0   | 3 | 17 | 31 | -14 | 5  |
| 5.   | Cina    | 5  | 1 | 0   | 1   | 3 | 16 | 21 | -5  | 4  |
| 6.   | Islanda | 5  | 0 | 0   | 0   | 5 | 8  | 42 | -34 | 0  |

| Promossa in Seconda Divisione A: Estonia | Retrocessa in Terza Divisione: Islanda |

## Terza Divisione
Il Campionato di Terza Divisione si è svolto in due gironi all'italiana. Il Gruppo A ha giocato a Sofia, in Bulgaria, fra il 24 e il 30 marzo 2014. Il Gruppo B ha giocato a İzmit, in Turchia, fra il 13 e il 15 febbraio 2014:

### Girone A
| Pos. |               | PG | V | VOT | POT | P | GF | GS | DR  | Pt |
| 1.   | Australia     | 5  | 4 | 0   | 0   | 1 | 14 | 6  | +8  | 12 |
| 2.   | Israele       | 5  | 3 | 0   | 0   | 2 | 25 | 15 | +10 | 9  |
| 3.   | Taipei cinese | 5  | 2 | 1   | 0   | 2 | 12 | 13 | -1  | 8  |
| 4.   | Bulgaria      | 5  | 2 | 0   | 0   | 3 | 11 | 17 | -6  | 6  |
| 5.   | Messico       | 5  | 2 | 0   | 0   | 3 | 13 | 10 | +3  | 6  |
| 6.   | Nuova Zelanda | 5  | 1 | 0   | 1   | 3 | 9  | 23 | -14 | 4  |

| Promossa in Seconda Divisione B: Australia | Retrocessa in Terza Divisione B: Nuova Zelanda |

### Girone B
| Pos. |           | PG | V | VOT | POT | P | GF | GS | DR | Pt |
| 1.   | Sudafrica | 2  | 2 | 0   | 0   | 0 | 10 | 4  | +6 | 6  |
| 2.   | Turchia   | 2  | 1 | 0   | 0   | 1 | 6  | 4  | +2 | 3  |
| 3.   | Hong Kong | 2  | 0 | 0   | 0   | 2 | 5  | 13 | -8 | 0  |

| Promossa in Terza Divisione A: Sudafrica |